# أليكسي بافلوف (سباح)
أليكسي بافلوف (مواليد 4 نوفمبر 1974) هو سبّاح قيرغيزستاني، مثّل بلاده في الألعاب الأولمبية الصيفية 2000.

## روابط خارجية
أليكسي بافلوف على موقع الاتحاد الدولي للسباحة (الإنجليزية)
- أليكسي بافلوف على موقع أوليمبيديا (الإنجليزية)